# Estadista

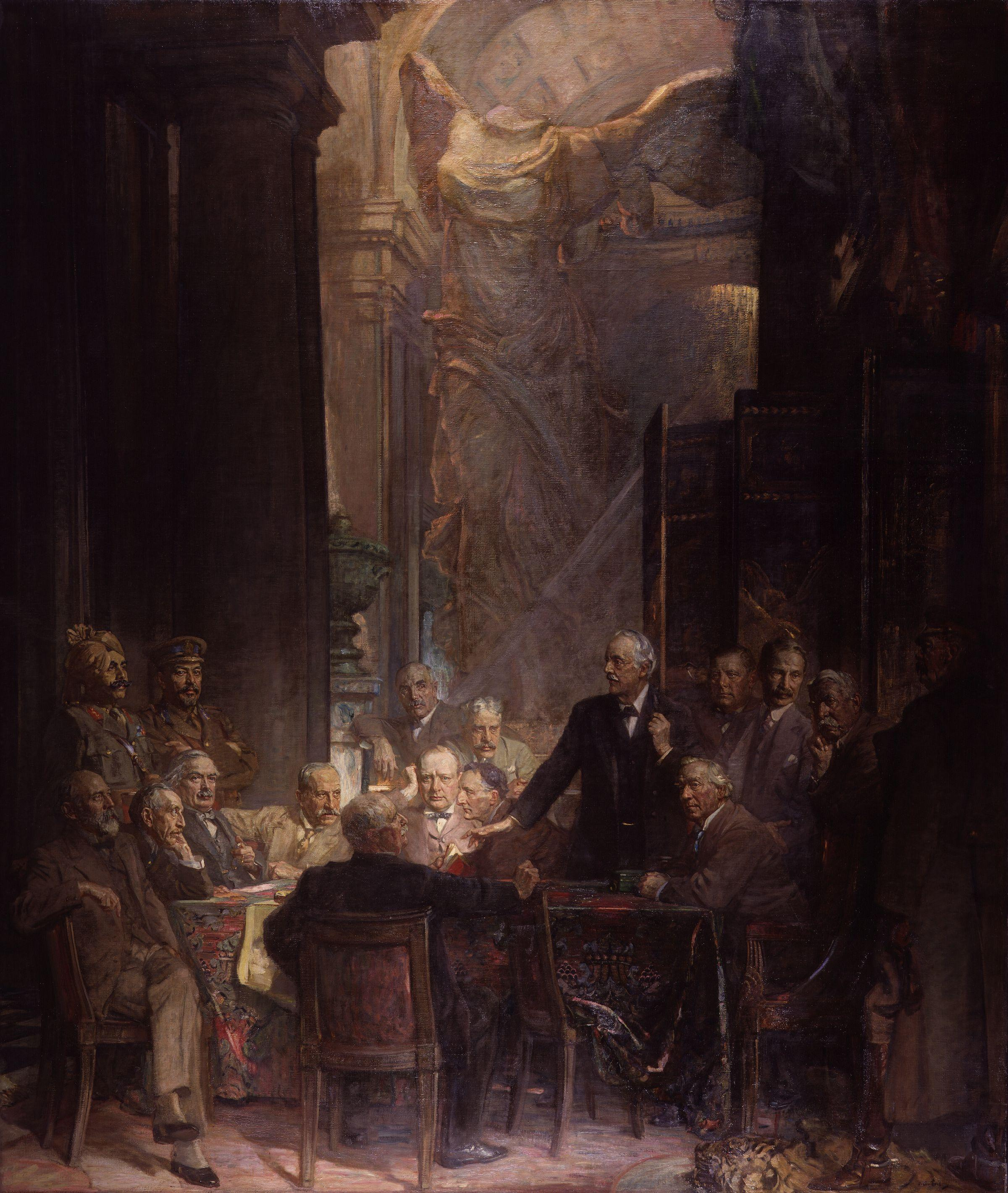
Estadistas de la Primera Guerra Mundial (1930) de James Guthrie, representa a hombres de Estado relevantes para los intereses del Imperio británico.

Estadista, también persona vinculada al Estado, distingue entre todos los responsables políticos de un país, a aquellos que dirigen el Estado y controlan en forma significativa al poder ejecutivo o al poder legislativo, junto al jefe de Estado (aun cuando ese cargo reúna pocas funciones concernientes más bien a representación y a imagen pública, como por ejemplo las que se encuentran implementadas en las monarquías constitucionales), así como junto al jefe de Gobierno y a sus ministros. También es conocido como hombre de Estado o mujer de Estado, según el caso.
El citado término también puede designar a personalidades políticas, aunque no se encarguen directamente de alguna función del Estado, pero reputados como con capacidad suficiente en caso de acceder al poder, y/o con suficientes contactos e influencias políticas (por ejemplo, presidentes o secretarios de partidos políticos que se encuentran en la oposición).
Este calificativo engloba o comprende asimismo a las personas que están por encima de las divisiones partidarias y de los sectores, en inquieta y creativa búsqueda del bien común y asumiendo plenamente sus propias responsabilidades. Evocando a Charles de Gaulle, René Rémond explica así sus cualidades más nobles: 

Charles de Gaulle también osciló entre la aspiración a la unanimidad nacional y la obligación de ser el Jefe de una fracción enfrentada a otra. Solos, sin duda, los políticos que tienen talla de hombre de Estado, conocen por cierto esta ambivalencia. Pero para el político común todo es simple, pues él no se plantea tantos interrogantes. «Lui aussi a oscillé entre l'aspiration à l'unanimité nationale et l'obligation de devenir le chef d'une fraction contre une autre. Seuls, sans doute, les politiques qui ont l'étoffe d'un homme d'État connaissent ce partage. Au politicien tout est simple, et il ne se pose pas tant de question. » 

## La figura del estadista según pensadores clásicos

### Platón
Platón, como Sócrates, es muy crítico en relación con los hombres de Estado. Por ejemplo, este pensador griego, refiriéndose a Gorgias, compara a los hombres de Estado de su época con malos cocineros.
La crítica de Platón sobre este asunto reposa sobre la idea que 

esos hombres de Estado tan gallitos y orgullosos han sido incapaces de enseñar los propios valores políticos de las funciones que cumplen

 y en consecuencia, ellos mismos no ilustran dichos valores. Y hacia el fin del diálogo Menón, no se excluye que puedan aparecer algún día hombres de Estado verdaderamente valiosos, que 

sean capaces de comunicar su ciencia, en vista que dicha ciencia realmente existe.

### Aristóteles
Según Aristóteles, 

si el primer deber de un hombre de Estado es de conocer la constitución y de aplicarla. También es necesario decir que, con frecuencia, los escritores políticos, dando pruebas de un gran talento, se han equivocado al interpretar las cuestiones capitales; no es suficiente con imaginar un gobierno perfecto e ideal, pues lo que se necesita sobre todo es un gobierno practicable, que impulse medidas de sencilla y segura implementación.

## Pensamiento contemporáneo
Richard Ruderman sostiene que en los países democráticos modernos, la propia idea de que aún puedan existir estadistas en todo el sentido de este término, es de por sí una idea cuestionable.
En 1927, José Ortega y Gasset escribió "Mirabeau o el político". Allí clasifica a los gobernantes en estadistas, escrupulosos y pusilánimes; el "hombre de Estado" debe tener lo que Ortega llama "virtudes magnánimas" y carecer de las "pusilánimes". Mirabeau es tomado como arquetipo del político, aunque Ortega advierte que un arquetipo ("lo que es") no debe ser confundido con un ideal (lo que debe ser). Así porque la confusión entre arquetipo e ideal llevaría a pensar que el político, además de buen estadista, debe ser virtuoso, lo cual según Ortega constituye un equívoco. Tampoco deben confundirse un político y un intelectual: el político "se ocupa", el intelectual "se preocupa". Se viene al mundo a hacer política o a elaborar definiciones, pero no ambas cosas, porque la política es clara en lo que hace y lo que consigue, pero contradictoria en su definición:

La definición es la idea clara, estricta, sin contradicciones; pero los actos que inspira son confusos, imposibles, contradictorios. La política, en cambio, es clara en lo que hace, en lo que logra, y es contradictoria cuando se la define.

Según Ortega, normalmente ocurre al estadista ser incomprendido, porque se ocupa con las cuestiones de largo plazo y toma decisiones impopulares a corto plazo, en tanto que la mayoría de los políticos se preocupan de los resultados inmediatos de sus acciones. El individuo con una misión creadora,el magnánimo, es radicalmente distinto del individuo sin misión creadora, el pusilánime. Virtudes convencionales como la honradez, la veracidad, los escrúpulos, no son típicas del político, que suele ser propenso a ciertos vicios como la desfachatez, la hipocresía o la venalidad. Por lo tanto, no se debe medir al gran hombre político por la escala de las virtudes usuales, porque la grandeza viene, inevitablemente, acompañada de sus propias miserias.

Cabe no desear  la existencia de grandes hombres, y preferir una Humanidad llana como la palma de la mano; pero si se quieren grandes hombres, no se les pidan virtudes cotidianas.

Mirabeau es venal, mentiroso, cínico, inescrupuloso, pero eso no le impide ser, según Ortega, uno de los grandes políticos de la Historia por su visión política certera, elemento "que distingue al político del simple [...] gobernante", por su intuición, por la habilidad en unir intereses contrarios y por su perspectiva política central, que es la de hacer del Estado un instrumento al servicio de la Nación.

## Definición alternativa
En la política contemporánea, el perfil público de un Ministro (de Justicia, de Defensa...), así como el de Presidente de un partido político, con frecuencia coinciden bastante bien con lo que corresponde entender por hombre de Estado o por Estadista.